# Данилова, Евгения Владимировна
Евге́ния Влади́мировна Дани́лова (род. 10 августа 1981) — российская легкоатлетка, специалистка по бегу на длинные дистанции, горному бегу, марафону. Выступала на профессиональном уровне в 2006—2013 годах, чемпионка России по бегу на 50 км, победительница и призёрка первенств всероссийского значения, крупных международных стартов на шоссе, участница чемпионата Европы в Барселоне. Представляла Омскую область. Мастер спорта России международного класса.

## Биография
Евгения Данилова родилась 10 августа 1981 года. Занималась лёгкой атлетикой в Центре олимпийской подготовки «Авангард» в Омске, была подопечной тренера Бориса Андреевича Жгира (за которого впоследствии вышла замуж). Окончила психологический факультет Омского государственного педагогического университета.
Впервые заявила о себе в сезоне 2006 года, когда стала седьмой на Сибирском международном марафоне (2:46:44) и шестой на полумарафоне в Новосибирске (1:22:33).
В 2007 году одержала победу на чемпионате России по бегу на 50 км в Пущино, финишировала третьей на марафоне «Белые ночи» (2:49:51), седьмой на Сибирском международном марафоне (2:53:04), девятой на полумарафоне в Пекине (1:17:32), завоевала серебряную награду на чемпионате России по горному бегу в Красной Поляне.
В 2008 году была девятой на Стамбульском марафоне (2:39:51).
В 2009 году выиграла серебряную медаль на чемпионате России по марафону в Саранске (2:36:17), одержала победу на Сибирском международном марафоне (2:34:52), финишировала четвёртой на полумарафоне в Новосибирске (1:15:38), второй на горном марафоне в Элльмау.
В 2010 году с личным рекордом 2:31:44 стала четвёртой на Роттердамском марафоне. Благодаря этому успешному выступлению удостоилась права защищать честь страны на чемпионате Европы в Барселоне — в программе марафона показала результат 2:46:21, расположившись в итоговом протоколе соревнований на 25-й строке. Также в этом сезоне была четвёртой на Международном марафоне Макао (2:40:16), второй на полумарафоне в Севилье (1:13:20).
В 2011 году заняла 15-е место на Лиссабонском полумарафоне (1:15:34), четвёртое место на чемпионате России по марафону в Москве (2:34:22), пятое место на Венецианском марафоне (2:33:35).
В 2012 году показала третий результат на полумарафоне в Душанбе (1:18:14), 11-й результат на чемпионате России по полумарафону в Омске (1:16:22).
В 2013 году финишировала седьмой на Сеульском международном марафоне (2:32:27), 16-й на Пражском полумарафоне (1:19:33), восьмой на полумарафоне в Душанбе (1:22:44), победила на полумарафоне в Труа (1:16:56), пришла к финишу второй на марафоне в Пуатье (2:46:55), седьмой на полумарафоне в Ческе-Будеёвице (1:16:55). На Сибирском международном марафоне вновь превзошла всех соперниц, но провалила сделанный здесь допинг-тест — в пробе спортсменки обнаружили запрещённый модулятор метаболизма GW1516. В итоге Всероссийская федерация лёгкой атлетики отстранила Данилову от участия в соревнованиях на 2 года, а её победа на марафоне была аннулирована. По окончании срока дисквалификации в 2015 году карьеру не возобновила.